# Mehdi Benchikhoune
Mehdi Benchikhoune (sinh ngày 3 tháng 4 năm 1996 ở Azazga) là một cầu thủ bóng đá người Algérie thi đấu cho USM Alger ở Giải bóng đá hạng nhất quốc gia Algérie.
Vào tháng 7 năm 2017, Benchikhoune được đẩy lên đội một của USM Alger.